# 蒙尼肯丹

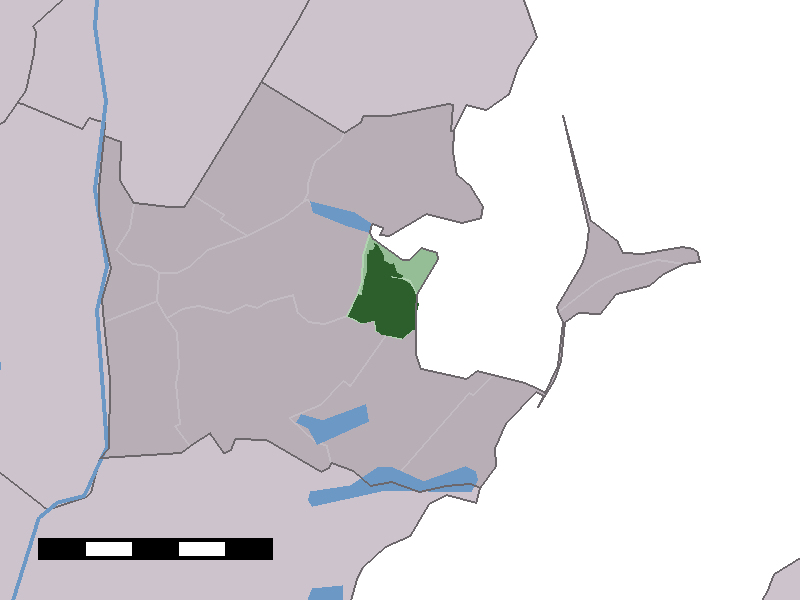

蒙尼肯丹是荷蘭的城鎮，位於該國西北部愛塞湖畔，距離皮爾默倫德約8公里，由北荷蘭省負責管轄，人口約9,918，該鎮在1451年和1513年發生鼠疫。